# Microbotryum scabiosae
Espèce
Synonymes
- Farinaria scabiosae Sowerby 1803 (basionyme)[1]
- Ustilago scabiosae (Sowerby) G.Winter, 1880[1]
- Bauhinus scabiosae (Sowerby) R.T.Moore, 1992[1]
- Microbotryum scabiosae Vánky, 1992[1]

Microbotryum scabiosae est une espèce de champignons basidiomycètes phytoparasites  de la famille des Microbotryaceae et du genre Microbotryum. Ce microchampignon européen provoque la maladie cryptogamique de la rouille nommée « charbon des anthères » sur le genre Knautia, notamment la Knautie des champs, et pas sur Scabiosa comme son nom l'indiquerait.

## Biologie
Pour un article plus général, voir Microbotryum.

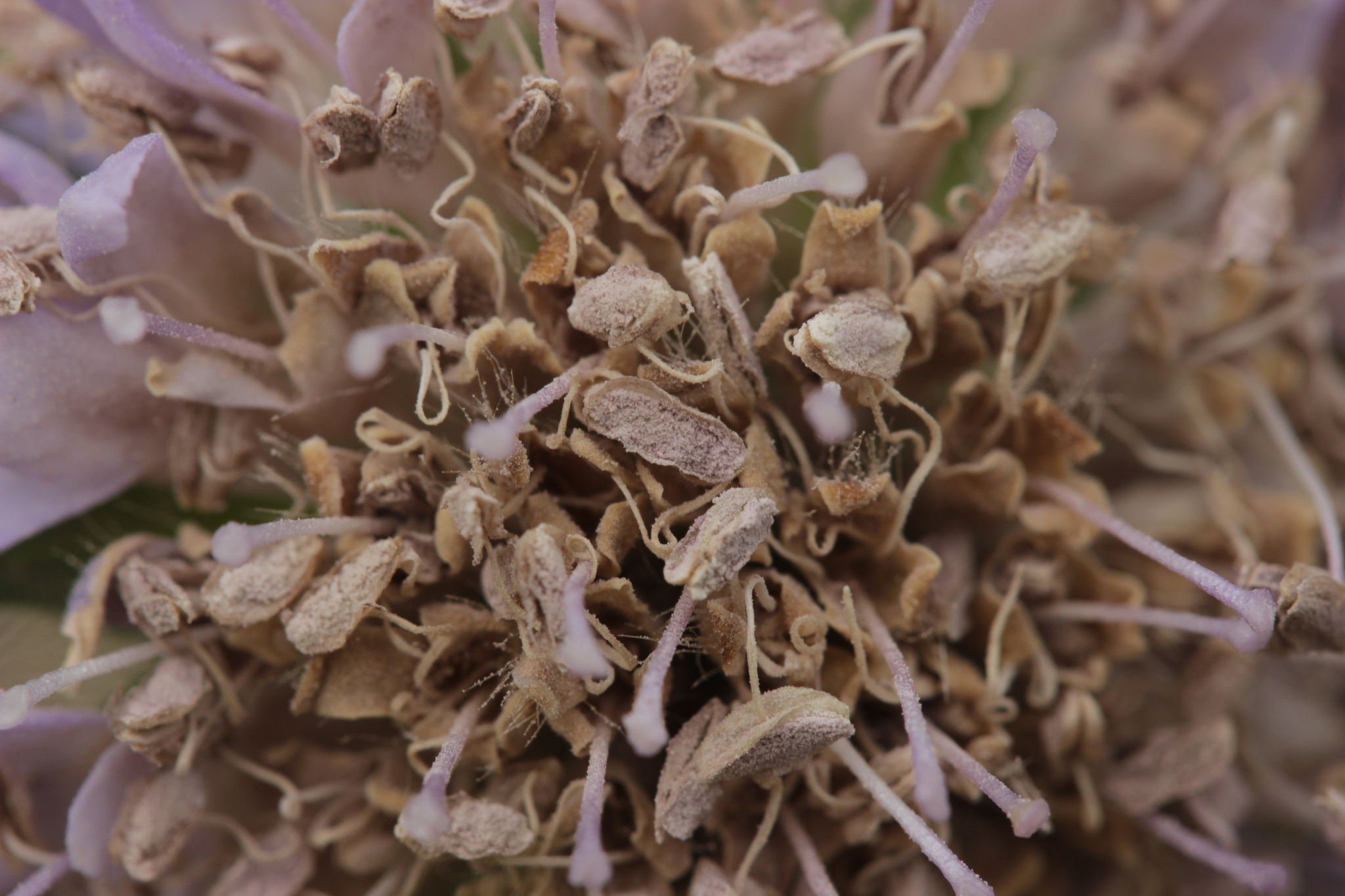
Microbotryum scabiosae sur Knautia arvensis.

Comme d'autres espèces du genre Microbotryum, M. scabiosae provoque la maladie cryptogamique du charbon des anthères, qui est une rouille et non un charbon, contrairement à ce que laisse penser son nom. Il prend le contrôle de son hôte, transforme ses étamines afin de produire ses propres spores en lieu et place du pollen et utilise ainsi les pollinisateurs des Knauties à ses propres fins. Ce qui lui permet la dispersion de ses téliospores. Les capitules infectés sont hémisphériques, plus pâles que la normale et leurs fleurons restent longtemps fermés ; alors que leurs bractées ne sont pas modifiées. Cette maladie est visible en été et en automne et son infection est systémique,.

## Description

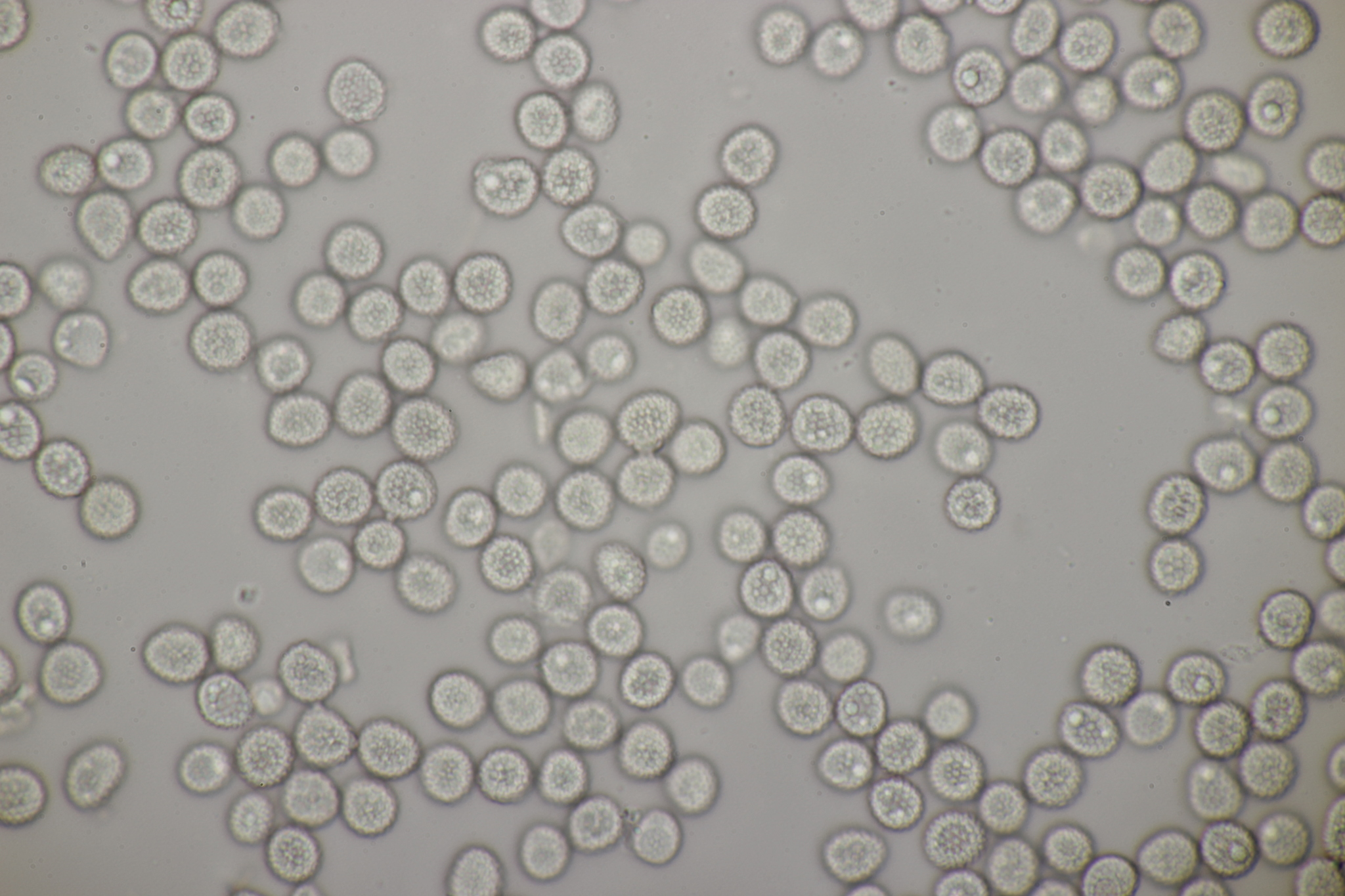
Spores de M. scabiosae récoltées sur Knautia arvensis (Allemagne)

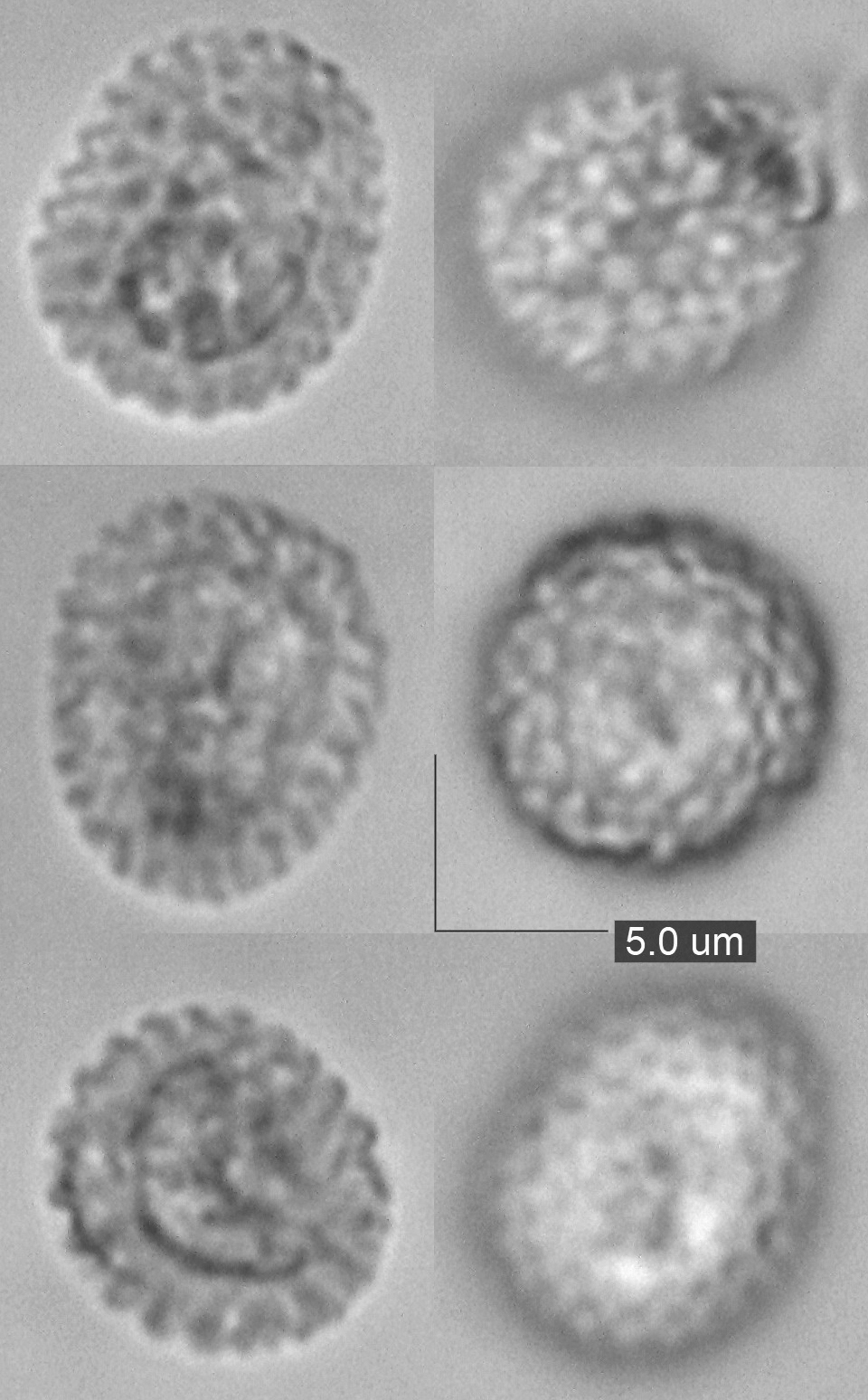
Spores de M. scabiosae récoltées sur Knautia arvensis (Pskov, Russie)

Microbotryum scabiosae produit, dans les étamines des fleurs, des sores poudreux jaunâtres clairs, ocre pâle à jaune violacé. Les spores, ornementées et réticulées par un fin réseau constitué de 6 à 10 mailles, mesurent de 8 à 11 μm de long pour 7,5 à 11 μm de large,,.
Afin de savoir si une plante est infectée, il faut pratiquer le « test du pouce » : tenir la tige juste sous le capitule avec l'index et le majeur et passer le pouce sur les fleurons : en cas d'infection, un nuage de spores en poudre s'échappe.

## Plantes hôtes
Microbotryum scabiosae est une espèce monophage principalement référencée sur Knautia arvensis. Elle se rencontre plus rarement sur Knautia dipsacifolia, Knautia drymeia, et parfois sur Knautia longifolia et Knautia pancicii. Contrairement à ce que son épithète spécifique suggère, cette espèce ne provoque pas de maladie sur le genre Scabiosa,. Une plante infectée ne produit plus de graines et le reste de nombreuses années.

## Confusion possible
Microbotryum flosculorum (DC.) Vánky est une espèce proche qui est également présente sur les Knauties mais rarement sur K. arvensis, plutôt sur K. dipsacifolia et les Succises. Ses sores sont pourpre foncé à brun violet ; ses spores sont plus grandes 13,5 à 18 μm pour 12 à 16 μm et leur réseau est constitué de 9 à 16 mailles.

## Répartition
Cette espèce est présente dans une majeure partie de l'Europe, en plaine comme en montagne,